# يوهان فاغنر
يوهان فاغنر (بالألمانية: Johann Augustin Wagner)‏ (و. 1734 – 1807 م) هو مدرس، وعالم لغوي كلاسيكي ألماني، توفي في مرسيبورغ، عن عمر يناهز 73 عاماً.